# Sedimentationsebene (Petrologie)
Als Sedimentationsebene oder Schichtfläche bezeichnet man in der Gesteinskunde jene horizontale Fläche, die im Idealfall senkrecht zur Absetzrichtung eines Sediments liegt und dessen Schichtung oder Sequenzen ausprägt. Sie entsteht bereits in der Frühphase eines Sediments, in der Sedimentogenese. Die Sedimentationsebene bildet ein wichtiges Gefügemerkmal und ist im Gestein oft durch Konzentrationsschwankungen mineralischer Bestandteile deutlich optisch wahrnehmbar. Sie hat Auswirkungen auf wesentliche gesteinsphysikalische Parameter, wie beispielsweise die Korngrößenverteilung, Druckfestigkeit oder Wasseraufnahmefähigkeit.
Sedimentationsebenen sind Wesensmerkmale der Lithostratigraphie und dienen der Beschreibung von Raum- oder Lagebeziehungen von bestimmten sedimentären Gesteinskörpern. Deshalb dürfen sie nicht mit Schieferungsflächen metamorpher Gesteine verwechselt werden, da diese anders entstehen. In der Hydrologie bezeichnet man als Sedimentationsebene den morphologisch wahrnehmbaren Sedimentraum mit organischen und mineralischen Substanzgemengen, der durch ein Gewässer gebildet wird.